# توافق نفسي
يعرف التوافق بأنه قدرة الفرد على امتلاك مجموعة من الأساليب السوية والاستجابات الناجحة التي تمكنه من اشباع دوافعة وتحقيق أهدافه.الشخصية والنفسيه اولا قبل أي شي

## أنواع التوافق النفسي
- التوافق الشخصي

- التوافق الاجتماعي

## العوامل المؤثرة في التوافق
- الصحة الجسمية
- اكتساب المهارات الضرورية لتحقيق التوافق
- إشباع الحاجات بطريقة سويّة
- معرفة الذات
- معرفة الواقع
- تقبل الذات
- مرونة السلوك
- المسايرة الاجتماعية

## مظاهر التوافق السوي
يوجد العديد من المظاهر التي تدل على التوافق السوي الذي يستخدمه الفرد في إشباع دوافعة واختزال حاجاته وتحقيق أهدافه في ضوء إمكانياته، ومن مظاهر التوافق السوي:
1. الفاعلية

1. الكفاية

1. الملائمة

1. المرونة

1. التفاعل الاجتماعي

## الإسلام والتوافق
وتتفق نظرة المذهب الإنساني إلى حد كبير مع نظر الإسلام إلى توافق الإنسان مع نفسه ومجتمعه من حيث أن فيه خيرا وأنه قادر على اختيار افعاله ومسؤول عنها، فقد قرر الإسلام أن «كل مولود يولد على الفطرة» كما قال رسول الله صلى الله عليه و سلم، والإنسان حر يختار أفعاله بإرادته قال الله تعالى «قل الحقُ من ربكم فمن شاء فليؤمن ومن شاء فليكفر»1 وهو مسؤول عن توافق، قال تعالى «كل نفسٍ بما كسبت رهينه» 2